# Järviwiki
Järviwiki eller Järvi-meriwiki (svenska: Insjö-havwiki) är en webbplats i wikiformat som administreras av Finlands miljöcentral, den innehåller basinformation om alla Finlands sjöar vars storlek är minst 1 hektar och om kustnära hasvområden. Miljöcentralens syfte med Järviwiki är att i samarbete med webbplatsens användare sprida information om Finlands sjöar, främja vattenskyddet och öka intresset för landets vattensystem.
Järviwiki utkom på finska i mars 2011 och på svenska och engelska i januari 2012. Webbplatsen baserar sig på plattformen Mediawiki med ett antal tredjepartsutvecklingar. För att kunna redigera Järviwiki krävs ett registrerat användarnamn.
Finlands miljöcentral i samarbete med kommuner och NTM-centraler övervakar med hjälp av Järviwiki tillståndet av cyanobakterier i finländska vatten. År 2011 kartlade miljöcentralen den skadliga vattenpestens utbredning i Finlands insjöar genom att låta medborgarna lämna observationer via ett formulär på Järviwiki.